# Новомостицька вулиця
Новомости́цька вулиця — вулиця в Подільському районі міста Києва, житловий масив Мостицький. Пролягає від вулиці Франциска Скорини та вулиці Наталії Ужвій до Квітневого провулку.

## Історія
Вулиця виникла у 80-ті роки XX століття на місці знесеної старої забудови як продовження Мостицької вулиці.

## Будинки

### Нежитлові
- 2 — торговельно-послуговий комплекс;
- 3д — дитячий садок № 72;
- 10 — середня школа № 243, приватний загальноосвітній навчальний заклад «Німецька школа в Києві»[1];
- 21, 25, 25а, 25в, 25г — офіси, гаражі, СТО.

### Житлові[2]
| № будинку | серія   | кількість поверхів | дата будівництва |
| --------- | ------- | ------------------ | ---------------- |
| 2а        | ММ-640  | 9                  | 1984             |
| 2б        | ММ-640  | 9                  | 1984             |
| 2в        | ММ-640  | 9                  | 1984             |
| 2г        | 111-134 | 9                  | 1985             |
| 4         | ММ-640  | 9                  | 1984             |
| 6         | ММ-640  | 9                  | 1984             |
| 8         | ММ-640  | 9                  | 1984             |

## Зображення

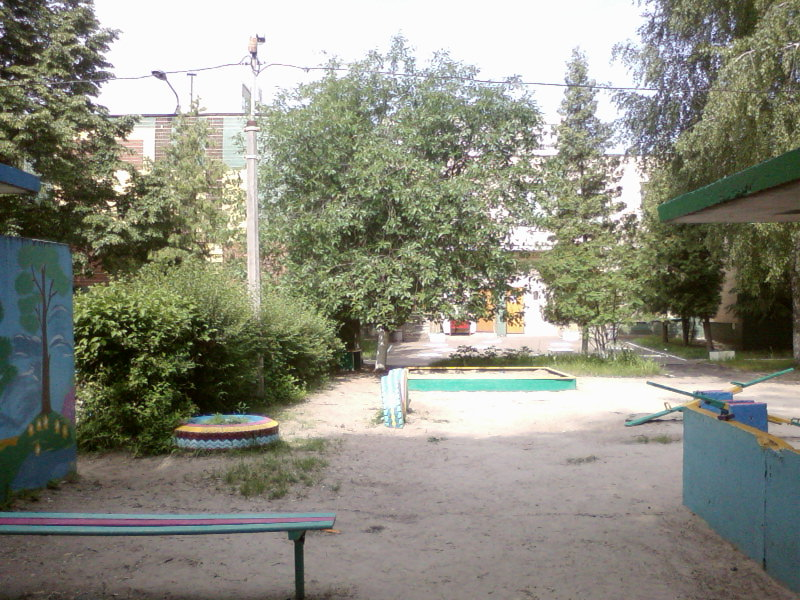
Дитячий садок
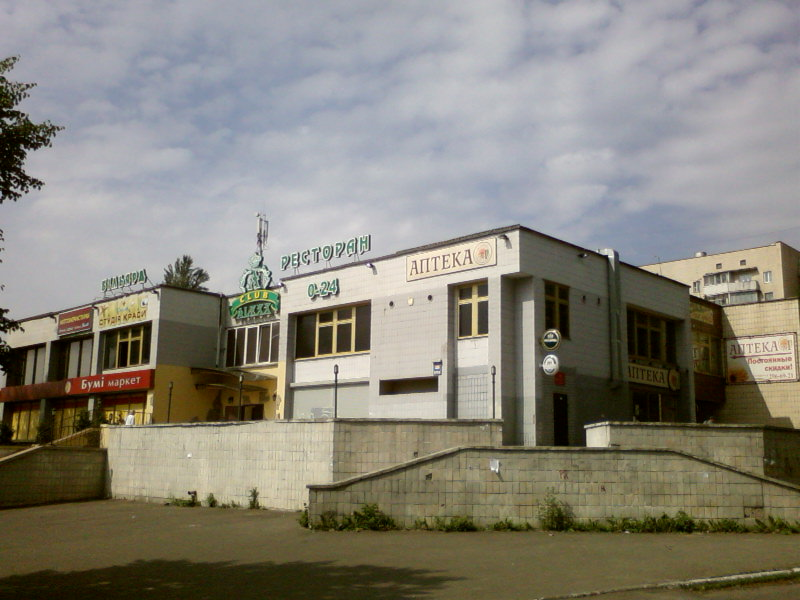
Торговельно-послуговий комплекс
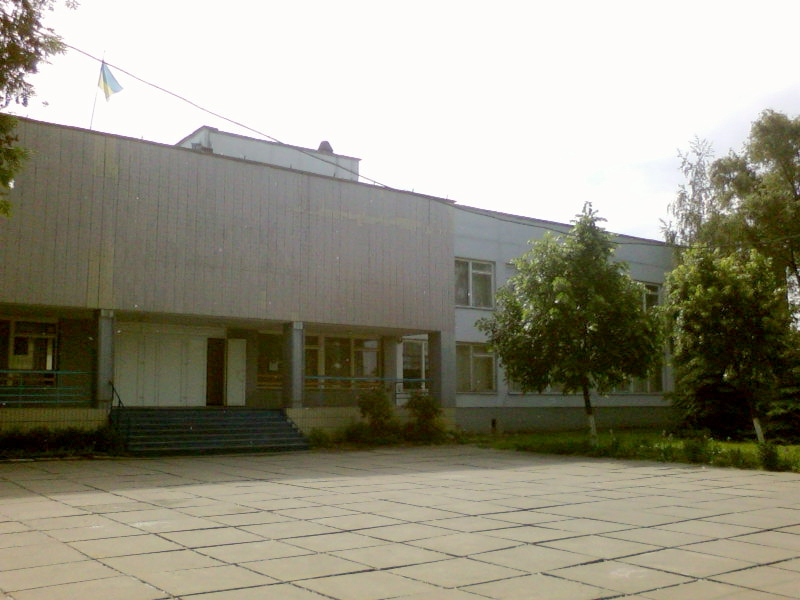
Середня школа № 243
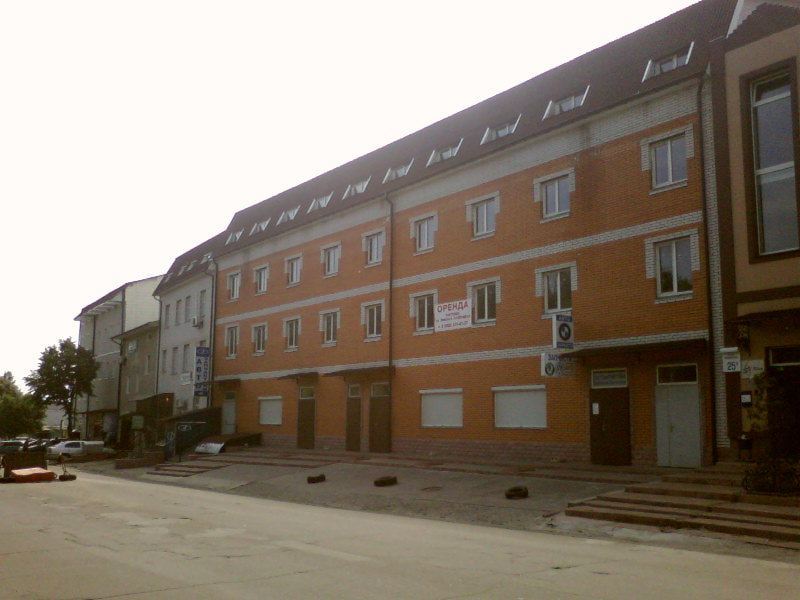
Непарна сторона вулиці